# Bromthymolblåt
Bromthymolblåt, (BTB), er et reagens, der fungerer som pH-indikator. I vandig opløsning har reagenset et omslagspunkt ved pH på 6,0-7,6. Farven af bromthymolblåt i en opløsning er afhængig af opløsningens pH. En sur opløsning der indeholder bromthymolblåt er gul, mens en tilsvarende basisk opløsning er blå.
Bromthymolblåt kan bl.a. anvendes til at bestemme tilstedeværelsen af kulsyre i opløsninger.

## Indikator farver
| Kemi | Spire Denne artikel om kemi er en spire som bør udbygges. Du er velkommen til at hjælpe Wikipedia ved at udvide den. |